# Matthew Barber

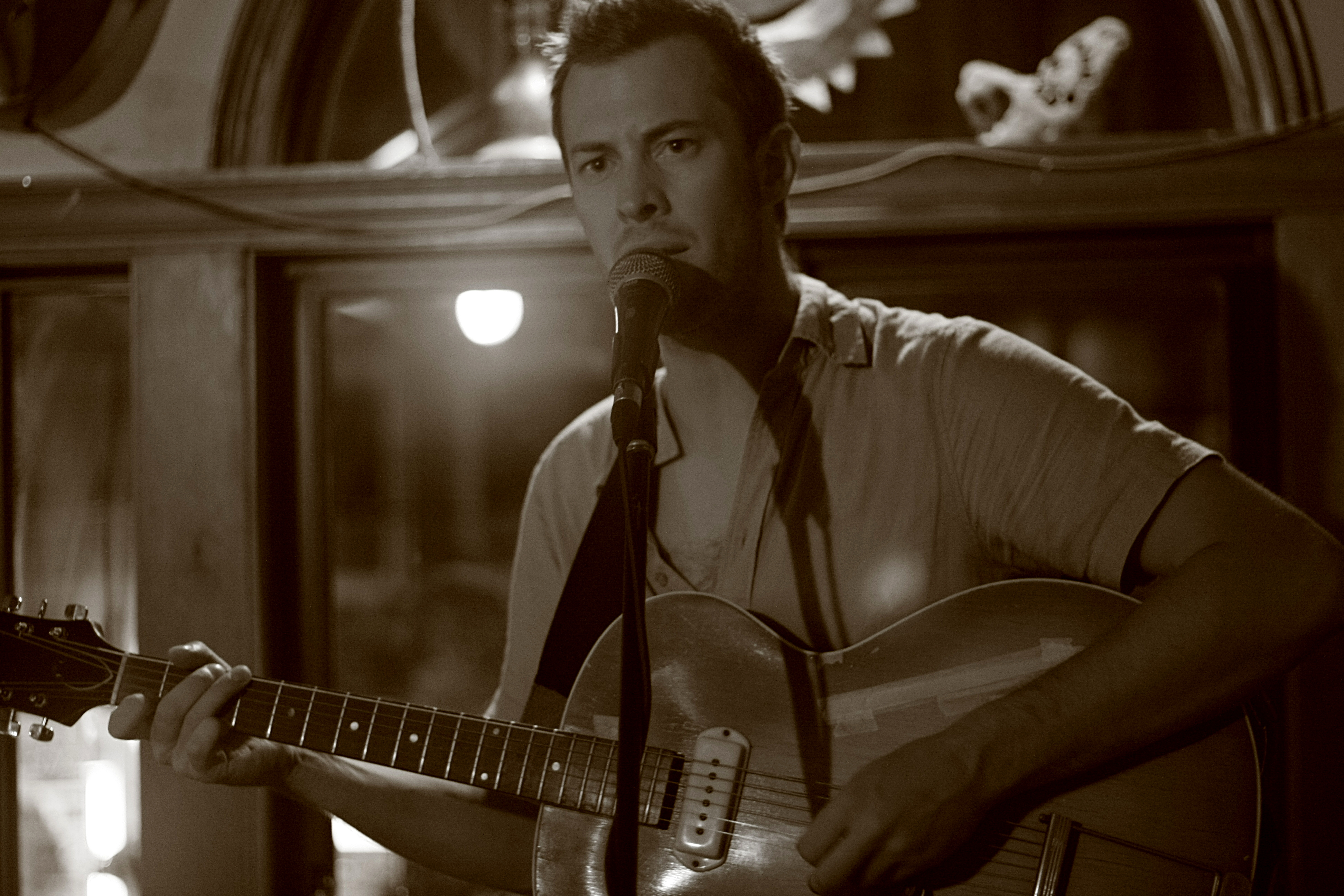
Matthew Barber

Matthew Elliot Barber (* 10. Januar 1977 in Mississauga, Kanada) ist ein kanadischer Singer-Songwriter, der dem Stil des Indie-Pops sowie des Pop-Rocks zugeordnet wird.

## Leben und Karriere
Aufgewachsen in Port Credit, ging Barber in die Lorne Park Secondary School und später an die Queen’s University in Kingston. Dort war er beim Campus-Radio beschäftigt und veröffentlichte 1999 dort auch sein Debüt-Album namens A Thousand Smiles An Hour.
Barber hat eine Schwester namens Jill Barber, die ebenfalls eine kanadische Singer-Songwriterin ist.

## Diskografie
- 1999: A Thousand Smiles An Hour
- 2003: Means & Ends
- 2004: The Story of Your Life
- 2005: Sweet Nothing
- 2008: Ghost Notes
- 2010: True Believer
- 2011: Matthew Barber